# Aranyhasú mókus
Az aranyhasú mókus vagy mexikói szürkemókus (Sciurus aureogaster) az emlősök (Mammalia) osztályának rágcsálók (Rodentia) rendjébe, ezen belül a mókusfélék (Sciuridae) családjába tartozó faj, amely Dél-Mexikóban és Guatemalában honos.

## Előfordulása
Közép-Amerikában honos: Guatemala középső és délnyugati részén, valamint Dél- és Kelet-Mexikóban. 1938-ban két párat bevittek Florida Keys legészakibb szigetére, ahol azok azóta stabil populációt hoztak létre, sőt terjeszkednek.
Erdei állatok, a trópusi és szubtrópusi síkvidéki erdőkben, bozótosokban és a hűvösebb hegyi köderdőkben egyaránt jól érzik magukat egészen 3800 méteres magasságig. Az ember közelségét jól tűrik, előfordulnak a mezőgazdasági területek és falvak, városok szomszédságában is.

## Alfajai
Két alfaja ismert:
- Sciurus aureogaster aureogaster Mexikó Tamaulipas államának déli részén
- Sciurus aureogaster nigrescens

## Megjelenése

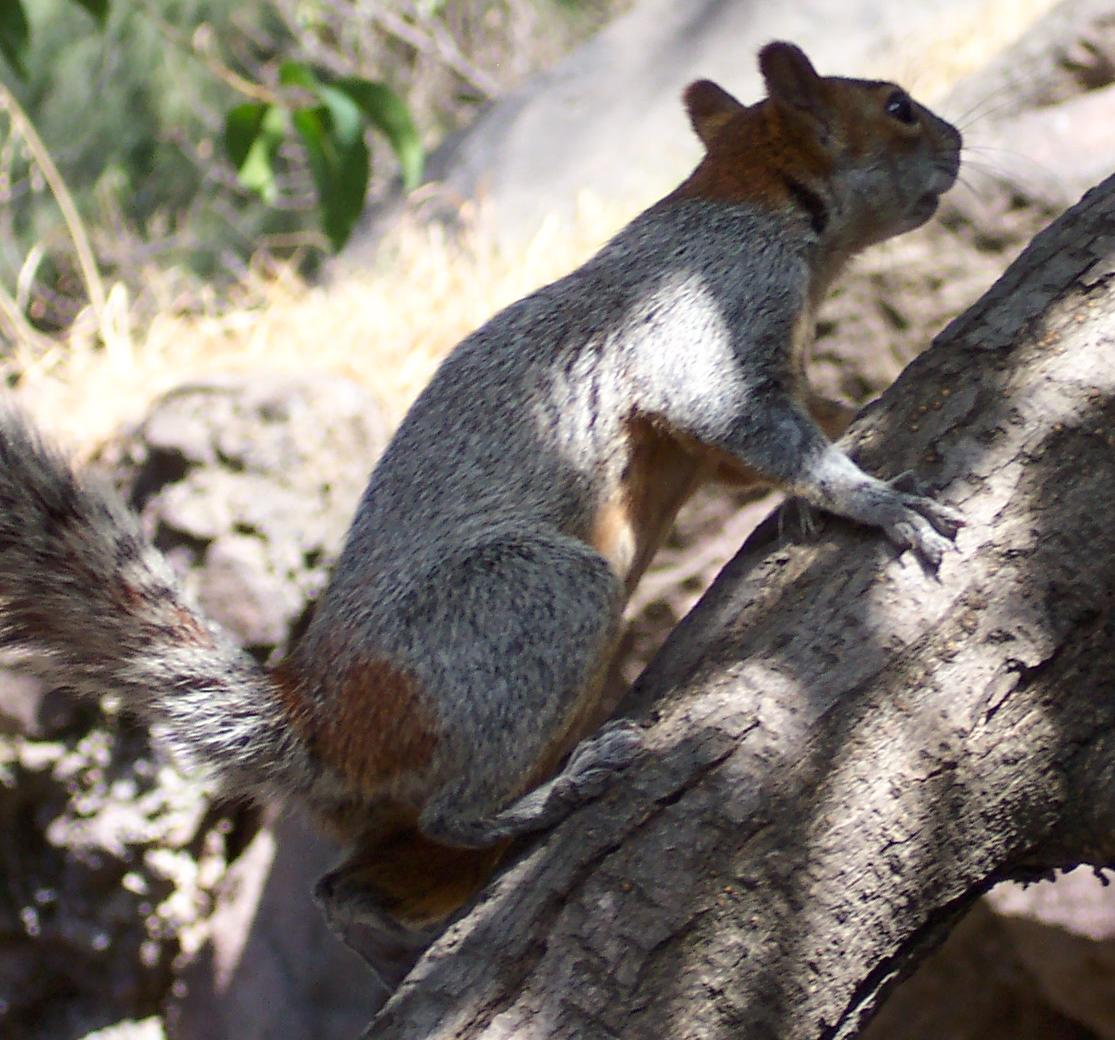

Az aranyhasú mókusok testhossza 23–31 cm, farokhosszuk 21–29 cm közötti. Súlyuk 375-680 g között lehet. A hímek valamivel nagyobbak, átlagos súlyuk 592 g, míg a nőstényeké 562 g. Szőrzetük a hátukon és a végtagok külső oldalán feketével kevert világosszürke ("só-bors" színű), míg a hasuk, a faroktövük, a végtagok belső oldala és a tarkójuk rozsdavörös. Elterjedésének különböző régióiban színezete igen változatos lehet. Egyes mókusoknak nincs faroktövi és tarkófoltjuk, vagy azok kiterjedése más lehet és hasi szőrük színe a fehértől a narancssárgán keresztül a mély gesztenyebarnáig változhat. Egyes - különösen az északi - populációiban a melanizmus is előfordulhat, sőt helyenként akár a mókusok 40%-a lehet különböző mértékben fekete. A melanisztikus mókusok hátán és farán vöröses árnyalat figyelhető meg.

## Életmódja
Nappali állatok, leginkább reggel-délelőtt és kora este aktívak. Mexikóban gyakran lemerészkedik a talajra - különösen a száraz évszakban - táplálékot keresni, de Floridában, talán a több ember miatt, csak ritkán hagyja el a fák lombkoronáját. Levelekből és gallyakból fészket épít magának kb. 5–15 m magasan. Ilyenkor 20–30 cm leveles gallyakat harap le és a nagyobb ágak tövében gömbszerű alakzattá formálja őket, amelynek a közepébe bújik be. Szívesen elfoglalja mesterséges fészekdobozokat is.
Floridában territóriumuk a hímek esetében átlagosan 2,3 hektár, a nőstényeké 0,9 hektár. Ha betolakodó jelenik meg a mókus ugató hangokkal és farka gyors előre-hátra mozgatásával próbálja elriasztani vetélytársát. Négyféle hangjelzését írták le: az mélyebb hangú aggódó vakkantásokat akkor adja ki ha veszélyt érzékel, de az még biztos távolságban van; a magasabb vészjelző vakkatások; az udvarláskor kiadott gyors, kotyogó nyikkantások; és az éles, magas halálsikoly. Az aggódó és vészhangjelzés során farkukat S-alakban a hátuk fölé görbítik és gyors ütemben előre-hátra mozgatják.
Gyümölcs- és magevők. A trópusi síkvidéki erdőkben különböző Ficus és egyéb fafajok gyümölcseivel táplálkoznak, míg a hegyi erdőkben a fenyők magvait és a tölgyek makkjait fogyasztják. Megeszik a kókuszdiót, mangót, papaját, kukoricát is.
Legfőbb természetes ellensége a vörös hiúz; Dél-Mexikóban a hiúzok étrendjének 4,9%-át teszik ki. Floridában alig van ragadozója, elterjedését leginkább a többi hasonló életmódú állat, mosómedvék, patkányok, gyümölcsevő madarak korlátozzák.
Párzásra egész évben sor kerülhet. A párzási rendszere nem ismert, de a többi mókushoz hasonlóan feltehetően promiszkuus, vagyis mind a nőstények, mind a hímek több partnerrel kapcsolatba kerülnek. Közép-Amerikában a nőstények 2-4 utódot hoznak világra, míg Floridában - valószínűleg a táplálékhiány miatt - a kölykök száma 1-2.

## Természetvédelmi helyzete
Az aranyhasú mókus a Természetvédelmi Világszövetség Vörös listáján nem fenyegetett státusszal szerepel. Nagy területen elterjedt, jól alkalmazkodik különféle élőhelyekhez és létszáma az utóbbi évtizedekben stabilnak mutatkozik. 